# Далерпел
Далерпел (нід. Dalerpeel) — село в нідерландській провінції Дренте. Входить до муніципалітету Куворден.
Його площа становить 14,49 км², а населення станом на 2021 рік складало 860 осіб.